# Johnson Aguiyi-Ironsi
Pour les articles homonymes, voir Aguiyi-Ironsi.
Major General Johnson Thomas Umunnakwe Aguiyi-Ironsi, né le 3 mars 1924, à Umuahia et mort le 29 juillet 1966 à Lalupon, dans l'État d'Oyo, est un homme d'État nigérian.
Il a dirigé le Nigeria du 16 janvier 1966 jusqu'à ce qu'il soit renversé et assassiné par des rebelles le 29 juillet 1966.

## Biographie
Thomas Umunnakwe Aguiyi-Ironsi est né de son père Mazi (signifie Monsieur en igbo) Ezeugo Aguiyi le 3 mars 1924, à Umuahia-Ibeku, dans l'actuel état d'Abia, au Nigéria. Il avait huit ans lorsqu'il a déménagé chez sa sœur aînée Anyamma, mariée à Theophilius Johnson, diplomate sierra-léonais à Umuahia. Aguiyi-Ironsi prit ensuite le nom de famille de son beau-frère, qui devint sa figure paternelle. Aguiyi-Ironsi a rejoint l'armée nigériane à l'âge de 18 ans contre la volonté de sa sœur. Aguiyi-Ironsi a fait ses études primaires et secondaires à Umauhia et à Kano.[réf. nécessaire]

### Carrière militaire
En 1942, Aguiyi-Ironsi rejoignit l'armée nigériane, au rang de soldat avec le septième bataillon. Il a été promu en 1946 au grade de sergent-major de compagnie. Également en 1946, Aguiyi-Ironsi suivit un cours de formation d'officier à Staff College, à Camberley, en Angleterre. En 1949, après avoir terminé ses études à Camberley, il est promu sous-lieutenant du Royal West African Frontier Force.
Aguiyi-Ironsi est promu capitaine en 1953, puis à nouveau major en 1955. Il fait partie des officiers qui ont servi en tant qu'écuyer de la reine Elizabeth II du Royaume-Uni et du Nigéria lors de sa visite au Nigéria en 1956. En 1960, Aguiyi-Ironsi est nommé commandant du cinquième bataillon à Kano, au Nigéria, avec le grade de lieutenant colonel.
Plus tard en 1960, il dirigea la force du contingent nigérian de l'opération des Nations Unies au Congo. De 1961 à 1962, Aguiyi-Ironsi a été attaché militaire au haut-commissariat du Nigéria à Londres, au Royaume-Uni. Au cours de cette période, il est promu au grade de brigadier général et, pendant son mandat d'attaché militaire, il suit des cours à l'Imperial Defence College (renommé en 1985, le Royal College of Defense Studies), à Seaford House, à Belgrave Square.
En 1964, il a été nommé commandant de l'ensemble des forces de maintien de la paix des Nations unies au Congo. En 1965, Aguiyi-Ironsi a été promu au grade de général de division. La même année, le major général CB Welby-Everard cède son poste d'officier général au commandant général de l'armée nigériane au général Johnson Thomas Umunnakwe Aguiyi-Ironsi (ce qui en fait le premier Nigérian à diriger l'ensemble de l'armée nigériane).
En janvier 1966, un groupe d'officiers de l'armée, dirigé par le major Chukwuma Nzeogwu, renversa les gouvernements central et régional du Nigéria, tua le Premier ministre et tenta de prendre le contrôle du gouvernement au cours d'un coup d'État manqué. Nzeogwu a été réprimé, capturé et emprisonné par le major général Johnson Aguiyi-Ironsi.
Aguiyi-Ironsi a été nommé chef d'État militaire le 17 janvier 1966, poste qu'il a occupé jusqu'au 29 juillet 1966, date à laquelle un groupe d'officiers de l'armée du Nord se sont révoltés contre le gouvernement et ont tué Aguiyi-Ironsi.